# Overlord: Fellowship of Evil
Overlord: Fellowship of Evil est un jeu vidéo de type action-RPG développé et édité par Codemasters, sorti en 2015 sur Windows, PlayStation 4 et Xbox One.

## Accueil
- Destructoid : 1,5/10[1]
- Eurogamer : « À éviter »[2]